# تیری چمپیان
 تیری شامپیون (انگلیسی: Thierry Champion؛ زاده ۳۱ اوت ۱۹۶۶) یک تنیس‌باز اهل فرانسه است.